# No Surrender 2009
No Surrender 2009 è stata la quinta edizione del pay-per-view prodotto dalla Total Nonstop Action Wrestling (TNA). L'evento ha avuto luogo il 20 settembre 2009 presso l'Impact Zone di Orlando in Florida.

## Risultati
| # | Match | Stipulazioni | Durata |
| - | --- | --- | ------ |
| 1 | Taylor Wilde e Sarita hanno sconfitto The Beautiful People (Velvet Sky e Madison Rayne) | Tag team match per determinare le inaugurali campionesse del titolo TNA Knockouts Tag Team Championship                                   | 04:55  |
| 2 | Hernandez ha sconfitto Eric Young | single match | 00:48  |
| 3 | Samoa Joe (c) ha sconfitto Daniels | Single match per il titolo TNA X Division Championship                                                                                    | 13:47  |
| 4 | D'Angelo Dinero ha sconfitto Suicide | Falls Count Anywhere match | 12:14  |
| 5 | ODB ha sconfitto Cody Deaner | Intergender match per il titolo vacante TNA Women's Knockout Championship                                                                 | 07:14  |
| 6 | Kevin Nash (c) ha sconfitto Abyss | Single match con ricompensa da 50.000 dollari per il titolo TNA Legends Championship. Nash prese la possibilità da Dr. Stevie .           | 08:23  |
| 7 | Beer Money, Inc. (James Storm e Robert Roode) e Team 3D (Brother Devon e Brother Ray) hanno sconfitto The Main Event Mafia (Booker T e Scott Steiner) e The British Invasion (Brutus Magnus e Doug Williams) | Lethal Lockdown | 21:27  |
| 8 | Bobby Lashley ha sconfitto Rhino | Single match | 07:04  |
| 9 | A.J. Styles ha sconfitto Kurt Angle (c), Matt Morgan, Sting ed Hernandez | Five-way match per il titolo TNA World Heavyweight Championship Hernandez aveva sfruttato il contenuto della valigetta del Feast or Fired | 15:10  |
|   | (c) = campione in carica al momento dell'inizio del match. | |        |